# سیارک ۳۹۳
سیارک ۳۹۳ (به انگلیسی: 393 Lampetia، نامگذاری:1894BG) سیصد و نود و سومین سیارک کشف شده‌است که در ۴ نوامبر ۱۸۹۴ و در هایدلبرگ کشف شد.
قدر مطلق سیارک برابر ۸٫۳۹ است.